# Avenue Chang'an
 (mai 2016).
Si vous disposez d'ouvrages ou d'articles de référence ou si vous connaissez des sites web de qualité traitant du thème abordé ici, merci de compléter l'article en donnant les références utiles à sa vérifiabilité et en les liant à la section « Notes et références ».
L'avenue Chang'an (chinois simplifié : 长安街 ; chinois traditionnel : 長安街 ; pinyin : Cháng'ān Jiē ; litt. « avenue de la Paix éternelle ») est une des avenues de la ville de Pékin, en Chine.

## Situation
Il s'agit de la principale artère est-ouest de la ville, réputée pour sa circulation automobile très importante.
L'avenue Chang'an passe devant le Tian'anmen et la place Tian'anmen au nord. Sa localisation la place au cœur de nombreux événements qui ont bouleversé l'histoire de la Chine, que ce soit les manifestations de la place Tian'anmen en 1989 ou le mouvement du 4-Mai.
Les parades militaires lors de la fête nationale chinoise, le 1er octobre, ont lieu sur cette avenue.
[réf. souhaitée], et accueille notamment le siège des grandes institutions du gouvernement chinois.

## Origine du nom
L'avenue Chang'an (长安街) tient son nom de la capitale des dynasties Han et Tang - "Chang'an", correspondant à l'actuelle ville de Xi'an, Chang (长) signifiant long et An (安) signifiant la paix, la sécurité, soit la "Longue Paix" ou "Paix éternelle", qui porte le souhait de la stabilité du pays à long terme.

## Historique
L'avenue Chang'an a été construite sous la dynastie Ming et est la route la plus importante dans la construction de la Cité interdite (palais impérial), la cité impériale et les villes intérieures et extérieurs de Pékin. Construite en même temps que la ville impériale pendant les ans quatre à dix-huit (de 1406 à 1420) sous Ming Yongle, l'avenue fait partie des éléments importants du plan directeur de la dynastie Ming pour la construction de la ville capitale, avec une histoire de 600 ans.
L'avenue Chang'an est, depuis la construction de la Cité interdite, une des plus grandes scènes de la vie politique chinoise, et encore plus depuis l’avènement de la République populaire.[réf. nécessaire]

## Bâtiments remarquables et lieux de mémoire
L'avenue Chang'an compte de nombreux bâtiments importants, principalement des institutions, comme le siège de la Bank of China, des bâtiments d'importance culturelle comme le musée militaire de la Révolution, le Palais culturel des nationalité, ou le musée de la capitale, ou encore le Centre national des arts du spectacle (Pékin), et des célèbres hôtels comme le Beijing International Hôtel de Pékin[réf. nécessaire], un des principaux palaces de la ville, ou l'hôtel Minzu (en). Le Zhongnanhai, lieu résidentiel et bureaux du président chinois, se trouve également sur l'avenue.
L'avenue sépare également la porte Tian'anmen de la place qui porte le même nom.
Wangfujing, qui borde l'avenue est une des plus célèbres rue commerçante de Pékin.[réf. nécessaire]

A l'ouest, l'avenue traverse le quartier d'affaires de Guomao.

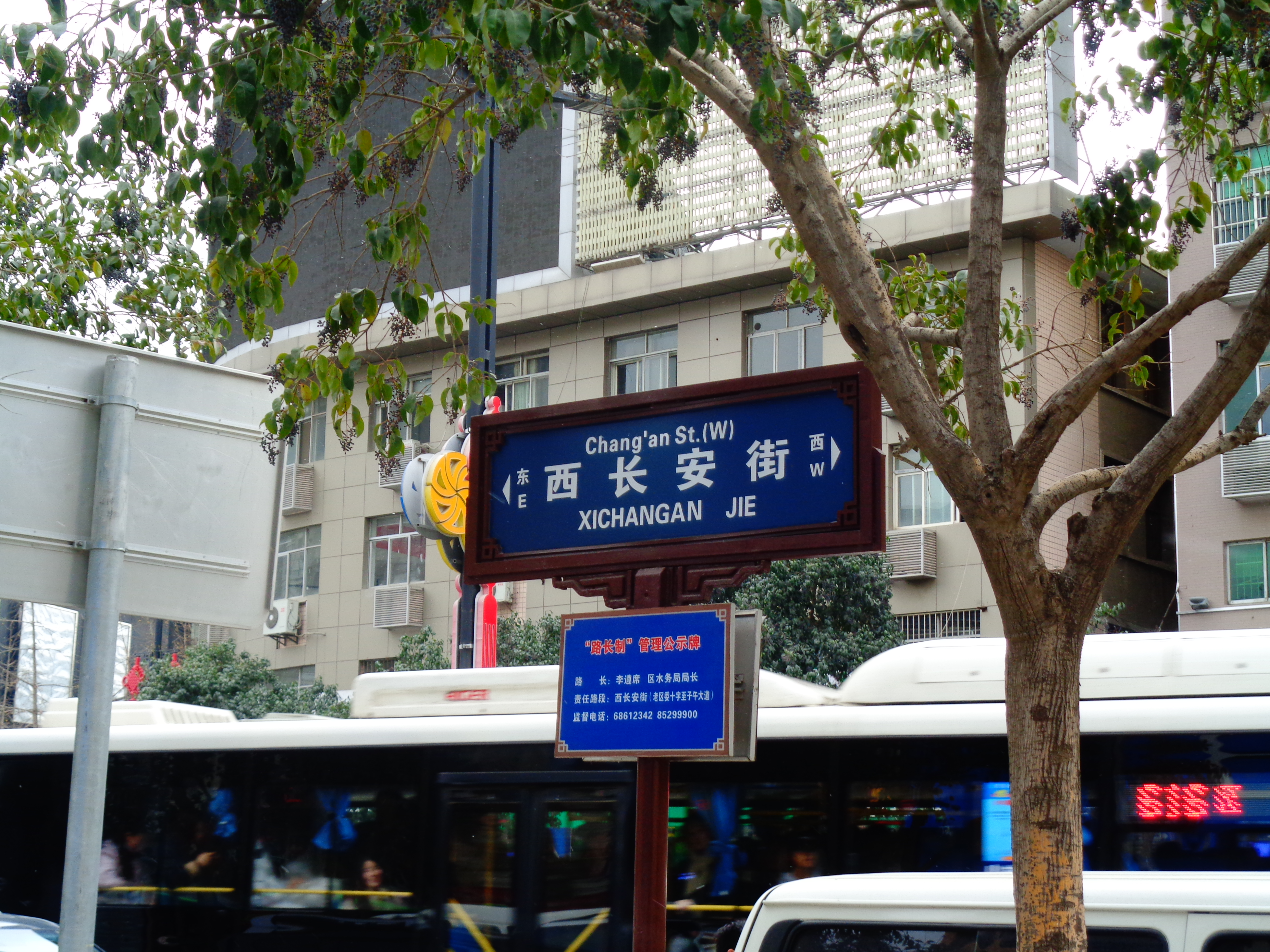
Panneau de l'avenue de Chang'an ouest (Xichang'an)
La nuit sur l'avenue Chang'an
L'avenue de Chang'an Est (Dongchang'an)
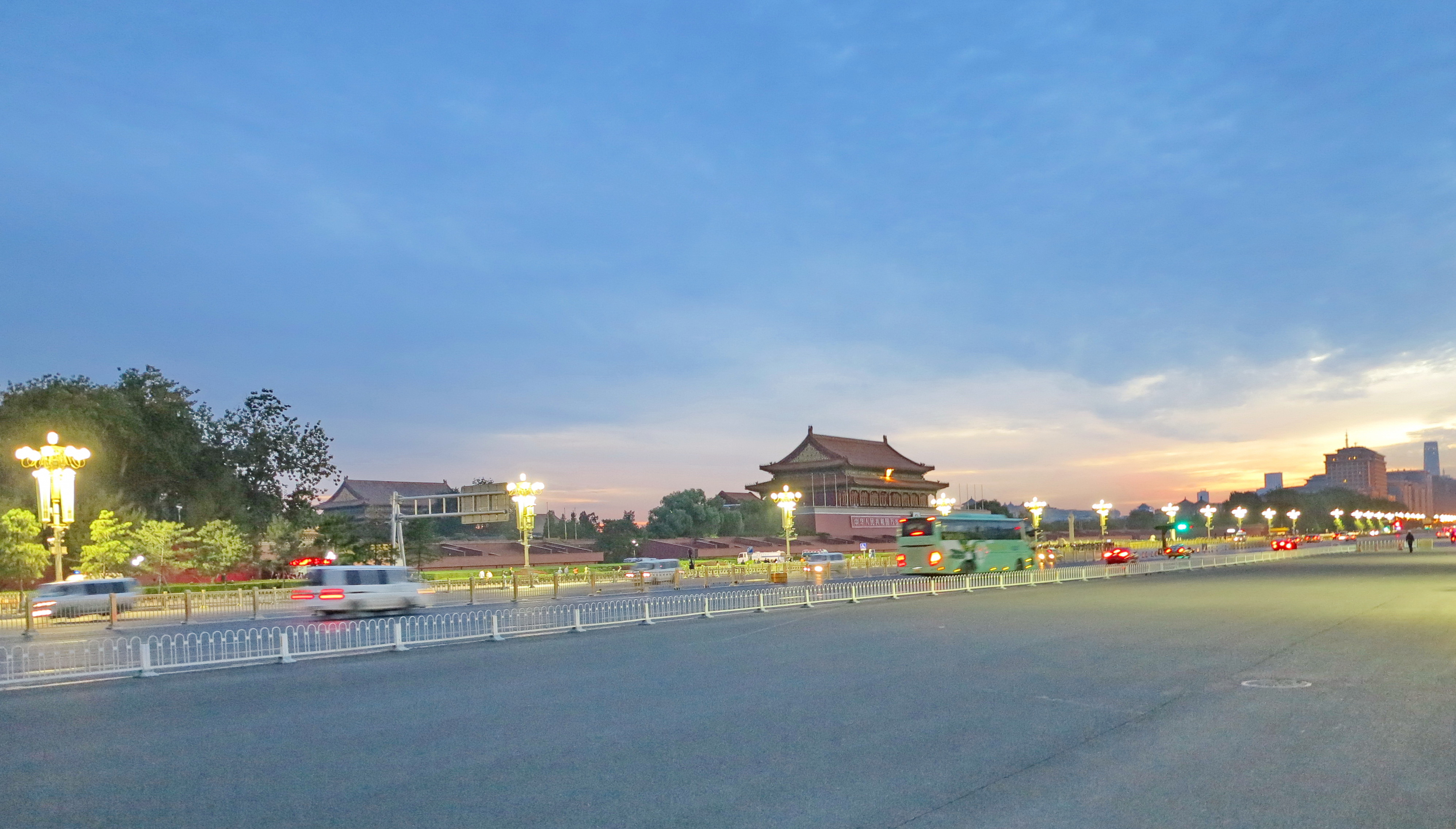
Vue de Tiananmen depuis l'avenue Chang'an

## Transports
La ligne 1 du métro de Pékin suit une grande partie de son tracé sous l'avenue Chang'an, qui relie l'ouest à l'est de Pékin. Elle est également desservie par la ligne 1 du bus pékinois.